# Опалько Тарас Юрійович
Тарас Юрійович Опалько (25 вересня 1997, с. Борщівка, Тернопільська область — липень 2023, Донецька область) — український військовослужбовець, солдат Збройних сил України, учасник російсько-української війни.

## Життєпис
Тарас Опалько народився 25 вересня 1997 року в селі Борщівці, нині Борсуківської громади Кременецького району Тернопільської области України.
Служив оператором відділення протитанкових ракетних комплексів взводу механізованого батальйону. 
Загинув у липні 2023 року на Донеччині. Від 7 липня 2023 року вважався безвісти зниклим, а 18 липня того ж року тіло загиблого було евакуйовано в районі с-ща Дружби на Донеччині.
Похований в родинному селі.

## Вшанування пам'яті
У жовтні 2023 року в родинному селі відкрили пам'ятну дошку Тарасові Опальку.